# Заудайка (Малодівицька селищна громада)
Зау́дайка — село в Україні, у Прилуцькому районі Чернігівської області. Населення становить 84 осіб. Входить до складу Малодівицької селищної громади.

## Історія
Вперше згадується 1859 році як власницький хутір Вознесенський.
Входила до Прилуцького повіту, до Малодівицького району Прилуцького округу (1923-30) і Чернігівської області (1932-62), до Прилуцького районну Чернігівської області (з 1962).
Хутір був приписаний до парафії Вознесенської церкви с. Радьківки.
У 1862 році на хуторі володарському Вознесенський було 11 дворів де жило 105 осіб
Найдавніше знаходження на мапах 1869 рік
У 1911 році на хуторі Вознесенський  жило 193 особи

## Населення

### Мова
Розподіл населення за рідною мовою за даними перепису 2001 року:
| Мова       | Кількість | Відсоток |
| ---------- | --------- | -------- |
| українська | 83        | 98.81%   |
| російська  | 1         | 1.19%    |
| Усього     | 84        | 100%     |